# Ígor Neto
Ígor Aleksàndrovitx Neto (en rus Игорь Александрович Нетто) (9 de gener 1930 - 30 de març 1999) fou un futbolista rus que jugà per la selecció de la Unió Soviètica.

## Trajectòria
Un dels jugadors més importants del futbol soviètic, començà a jugar de defensa, però la seva vocació ofensiva el portà fins al mig camp. Fou capità de la selecció de l'URSS entre 1954 i 1963. Guanyà la medalla d'or als Jocs Olímpics de Melbourne de 1956 i el Campionat d'Europa de 1960. També disputà dos Mundials. A l'edició de 1958 només va poder jugar un partit per lesió. A la de 1962 arribà a quarts de final. En total disputà 54 partits i marcà 4 gols amb la selecció.
Pel que fa a clubs, sempre defensà els colors del FC Spartak Moscou, entre 1949 i 1966, marcant 37 gols en 367 partits de lliga. Guanyà cinc lligues i tres copes de l'URSS. Un cop retirat esdevingué entrenador. El 1957 li fou atorgada l'Orde de Lenin.

## Palmarès

### Selecció
- Campionat d'Europa de futbol (1): 1960
- Medalla d'Or als Jocs Olímpics: 1956

### Club
- Lliga soviètica de futbol: 1952, 1953, 1956, 1958, 1962
- Copa soviètica de futbol: 1958, 1958, 1963